# Paula Radcliffe
Paula Jane Radcliffe (ur. 17 grudnia 1973 w Northwich) – brytyjska lekkoatletka specjalizująca się w biegach długodystansowych. Złota i srebrna medalistka lekkoatletycznych mistrzostw świata, trzykrotna złota medalistka mistrzostw świata w biegach przełajowych, złota medalistka mistrzostw Europy w lekkoatletyce i biegach przełajowych, trzykrotna złota medalistka mistrzostw globu w półmaratonie, złota medalistka igrzysk Wspólnoty Narodów, wielokrotna triumfatorka maratonu w Londynie i Nowym Jorku. Czterokrotna uczestniczka igrzysk olimpijskich (Atlanta, Sydney, Ateny, Pekin). Autorka rekordów świata.

## Przebieg kariery
W 1991 roku wystąpiła na mistrzostwach Europy juniorów, tam zajęła 4. miejsce w konkursie biegu na 3000 m, startowała też na mistrzostwach globu w biegach przełajowych, w ramach których zajęła 15. miejsce w indywidualnej rywalizacji juniorek. Rok później, także podczas mistrzostw świata w biegach przełajowych, wywalczyła złoty medal tej imprezy w konkurencji rajdu juniorek (indywidualnie). Uczestniczyła w lekkoatletycznych mistrzostwach świata w Stuttgarcie, gdzie zakwalifikowała się do finału biegu na 3000 m i ukończyła go na 6. miejscu. Na światowym czempionacie w Göteborgu wywalczyła 5. miejsce w finale konkursu biegu na 5000 m.
W czasie rozgrywanych w Atlancie igrzysk olimpijskich też wystąpiła w konkursie biegu na 5000 m. W jego ramach zakwalifikowała się do finału, który ukończyła na 5. miejscu z czasem 15:13,11.
W 1997 roku po raz pierwszy w karierze znalazła się w najlepszej trójce Pucharu Europy (w biegu na 3000 m) i finału Grand Prix IAAF (w biegu na 5000 m), poza tym wywalczyła drugi w karierze medal mistrzostw świata w biegach przełajowych. Rok później zadebiutowała na mistrzostwach Europy seniorów, w ich ramach wystąpiła w zawodach w konkurencji biegu na 10 000 m, które ukończyła na 5. miejsce w finale. W 1999 roku pierwszy raz w karierze zdobyła medal mistrzostw świata, podczas światowego czempionatu w Sewilli wywalczyła tytuł wicemistrzowski w konkurencji biegu na 10 000 m.
Na igrzyskach olimpijskich w Sydney awansowała do finału konkursu biegu na 10 000 m, który z kolei ukończyła na 4. miejscu z czasem 30:26,97 – tym rezultatem ustanowiła nowy rekord kraju w tej konkurencji.
Po igrzyskach wystąpiła na mistrzostwach świata w półmaratonie, na których indywidualnie zdobyła złoty medal. W 2001 roku została dwukrotną indywidualną medalistką mistrzostw świata w biegach przełajowych, poza tym obroniła wywalczony rok wcześniej tytuł indywidualnej mistrzyni świata w półmaratonie. W kolejnych dwóch latach kariery zdobyła między innymi złoty medal mistrzostw Europy w Monachium (w konkurencji biegu na 10 000 m), złoty medal igrzysk Wspólnoty Narodów w Manchesterze (w konkurencji biegu na 10 000 m) oraz dwukrotnie biła rekordy świata w konkurencji maratonu.
W ramach igrzysk olimpijskich w Atenach startowała w konkursach biegu na 10 000 m oraz maratonu, żadnego z nich nie ukończyła w fazie finałowej. Rok później została mistrzynią globu w konkurencji maratonu. W czasie rozgrywanych w Pekinie igrzysk olimpijskich brała udział w maratonie, który z czasem 2:32:38 ukończyła na 23. miejscu.

## Osiągnięcia
| Rok     | Zawody                                    | Miasto            | Miejsce | Konkurencja                    | Wynik    |
| ------- | ----------------------------------------- | ----------------- | ------- | ------------------------------ | -------- |
| 1991    | Mistrzostwa świata w biegach przełajowych | Antwerpia         | 15.     | juniorki, ind.                 | 14:50    |
| 1991    | Mistrzostwa Europy juniorów               | Saloniki          | 4.      | bieg na 3000 m                 | 9:25,80  |
| 1992    | Mistrzostwa świata w biegach przełajowych | Boston            | złoto   | juniorki, ind.                 | 13:30    |
| 1992    | Mistrzostwa świata juniorów               | Seul              | 4.      | bieg na 3000 m                 | 8:51,78  |
| 1993    | Mistrzostwa świata w biegach przełajowych | Amorebieta-Etxano | 18.     | seniorki, ind.                 | 20:34    |
| 1993    | Mistrzostwa świata                        | Stuttgart         | 7.      | bieg na 3000 m                 | 8:40,40  |
| 1995    | Mistrzostwa świata w biegach przełajowych | Durham            | 18.     | seniorki, ind.                 | 21:14    |
| 1995    | Mistrzostwa świata                        | Göteborg          | 5.      | bieg na 5000 m                 | 14:57,02 |
| 1995    | Finał Grand Prix IAAF                     | Monako            | 4.      | bieg na 3000 m                 | 8:42,55  |
| 1996    | Igrzyska olimpijskie                      | Atlanta           | 5.      | bieg na 5000 m                 | 15:13,11 |
| 1996    | Finał Grand Prix IAAF                     | Mediolan          | 4.      | bieg na 5000 m                 | 14:56,36 |
| 1997    | Mistrzostwa świata w biegach przełajowych | Turyn             | srebro  | seniorki, ind.                 | 20:55    |
| 1997    | Puchar Europy                             | Monachium         | brąz    | bieg na 3000 m                 | 8:52,79  |
| 1997    | Mistrzostwa świata                        | Ateny             | 4.      | bieg na 5000 m                 | 15:01,74 |
| 1997    | Finał Grand Prix IAAF                     | Fukuoka           | brąz    | bieg na 5000 m                 | 15:17,02 |
| 1998    | Mistrzostwa świata w biegach przełajowych | Marrakesz         | srebro  | seniorki, ind.                 | 25:42    |
| 1998    | Puchar Europy w biegu na 10 000 m         | Lizbona           | srebro  | bieg na 10 000 m               | 30:48,58 |
| 1998    | Puchar Europy                             | Petersburg        | srebro  | bieg na 1500 m                 | 4:05,92  |
| 1998    | Puchar Europy                             | Petersburg        | złoto   | bieg na 5000 m                 | 15:06,67 |
| 1998    | Mistrzostwa Europy                        | Budapeszt         | 5.      | bieg na 10 000 m               | 31:36,51 |
| 1998    | Mistrzostwa Europy w biegach przełajowych | Ferrara           | złoto   | seniorki, ind.                 | 18:07    |
| 1999    | Mistrzostwa świata w biegach przełajowych | Belfast           | brąz    | seniorki, ind.                 | 28:12    |
| 1999    | Puchar Europy w biegu na 10 000 m         | Barakaldo         | złoto   | bieg na 10 000 m               | 30:40,70 |
| 1999    | Puchar Europy                             | Paryż             | złoto   | bieg na 5000 m                 | 14:48,79 |
| 1999    | Mistrzostwa świata                        | Sewilla           | srebro  | bieg na 10 000 m               | 30:27,13 |
| 1999    | Finał Grand Prix IAAF                     | Monachium         | 4.      | bieg na 3000 m                 | 8:46,19  |
| 2000    | Mistrzostwa świata w biegach przełajowych | Vilamoura         | 4.      | seniorki, ind., krótki dystans | 13:01    |
| 2000    | Mistrzostwa świata w biegach przełajowych | Vilamoura         | 5.      | seniorki, ind., długi dystans  | 26:03    |
| 2000    | Igrzyska olimpijskie                      | Sydney            | 4.      | bieg na 10 000 m               | 30:26,97 |
| 2000    | Mistrzostwa świata w półmaratonie         | Veracruz          | złoto   | kobiety, ind.                  | 1:09:07  |
| 2001    | Mistrzostwa świata w biegach przełajowych | Ostenda           | srebro  | seniorki, ind., krótki dystans | 14:47    |
| 2001    | Mistrzostwa świata w biegach przełajowych | Ostenda           | złoto   | seniorki, ind., długi dystans  | 27:49    |
| 2001    | Puchar Europy w biegu na 10 000 m         | Barakaldo         | złoto   | bieg na 10 000 m               | 30:55,80 |
| 2001    | Puchar Europy                             | Brema             | srebro  | bieg na 5000 m                 | 14:49,84 |
| 2001    | Mistrzostwa świata                        | Edmonton          | 4.      | bieg na 10 000 m               | 31:50,06 |
| 2001    | Mistrzostwa świata w półmaratonie         | Bristol           | złoto   | kobiety, ind.                  | 1:06:47  |
| 2002    | Mistrzostwa świata w biegach przełajowych | Dublin            | złoto   | seniorki, ind., długi dystans  | 26:55    |
| 2002    | Igrzyska Wspólnoty Narodów                | Manchester        | złoto   | bieg na 5000 m                 | 14:31,42 |
| 2002    | Mistrzostwa Europy                        | Monachium         | złoto   | bieg na 10 000 m               | 30:01,09 |
| 2002    | Maraton w Chicago                         | Chicago           | złoto   | maraton                        | 2:17:18  |
| 2003    | Maraton w Londynie                        | Londyn            | złoto   | maraton                        | 2:15:25  |
| 2003    | Mistrzostwa świata w półmaratonie         | Vilamoura         | złoto   | kobiety, ind.                  | 1:07:35  |
| 2003    | Mistrzostwa Europy w biegach przełajowych | Edynburg          | złoto   | kobiety, ind.                  | 22:04    |
| 2003    | Mistrzostwa Europy w biegach przełajowych | Edynburg          | złoto   | kobiety, druż.                 | 25       |
| 2004    | Puchar Europy                             | Bydgoszcz         | złoto   | bieg na 5000 m                 | 14:29,11 |
| 2004    | Igrzyska olimpijskie                      | Ateny             | DNF     | bieg na 10 000 m               | N/A      |
| 2004    | Igrzyska olimpijskie                      | Ateny             | DNF     | maraton                        | N/A      |
| 2005    | Puchar Europy                             | Leiria            | złoto   | bieg na 3000 m                 | 8:50,18  |
| 2005    | Puchar Europy                             | Leiria            | srebro  | bieg na 5000 m                 | 15:27,67 |
| 2005    | Mistrzostwa świata                        | Helsinki          | 9.      | bieg na 10 000 m               | 30:42,75 |
| 2005    | Mistrzostwa świata                        | Helsinki          | złoto   | maraton                        | 2:20:57  |
| 2008    | Igrzyska olimpijskie                      | Pekin             | 23.     | maraton                        | 2:32:38  |
| Źródło: |                                           |                   |         |                                |          |

Dwa razy w karierze została mistrzynią kraju w konkurencji biegu na 5000 m, w 1996 i 2000 roku.

## Rekordy życiowe
- bieg na 3000 m – 8:22,20 (19 lipca 2002, Monako)
- bieg na 5000 m – 14:29,11 (20 czerwca 2004, Bydgoszcz)
- bieg na 10 000 m – 30:01,09 (6 sierpnia 2002, Monachium)
- bieg na 10 km – 30:21 (23 lutego 2003, San Juan)  – ten rezultat był do 1 kwietnia 2017 rekordem świata[8]
- półmaraton – 1:06:47 (7 października 2001, Bristol)
- maraton – 2:15:25 (13 kwietnia 2003, Londyn)  – ten rezultat był do 13 października 2019 rekordem świata[9]

Halowe
- bieg na 5000 m – 16:16,77 (22 lutego 1992, Birmingham)

Źródło: 

## Odznaczenia i wyróżnienia
W 2002 roku została odznaczona Orderem Imperium Brytyjskiego.
Została wyróżniona tytułem najlepszej lekkoatletki sezonu według plebiscytu IAAF w 2002 roku. 